# Пермутационный тест
Пермутационный критерий (тест) (англ. permutation test, также точный тест, англ. exact test) — такой статистический критерий, при котором в ходе проверки гипотезы вероятность ошибки первого рода всегда равна уровню значимости. Соответственно, можно рассчитать точное p-значение (англ. exact p-value). Точные тесты не используют приближения большой выборки (асимптотики при размере выборки, стремящемся к бесконечности).
Одним из первых примеров пермутационного статистического критерия является точный тест Фишера, применяющийся в анализе таблиц сопряжённости для выборок маленьких размеров. 